# Costa e Silva
Artur da Costa e Silva GCTE • GCC (Taquari, 3 de outubro de 1899 – Rio de Janeiro, 17 de dezembro de 1969) foi um militar e político brasileiro. Foi o 27.º Presidente do Brasil, o segundo do período da ditadura militar. Era filho de Aleixo Rocha da Silva e Almerinda Mesquita da Costa e Silva, e irmão de Riograndino da Costa e Silva.
Nascido em Taquari, no interior do Rio Grande do Sul, Costa e Silva era general do Exército Brasileiro quando assumiu a presidência da república e já havia ocupado o Ministério da Guerra no governo anterior, do marechal Castelo Branco.
Seu governo, a partir da decretação do Ato Institucional Número Cinco (AI-5), iniciou a fase mais dura e brutal do regime ditatorial militar, à qual o general Emílio Garrastazu Médici, seu sucessor, deu continuidade. O Ato Institucional Número Cinco deu-lhe poderes para fechar o Congresso Nacional, cassar políticos e institucionalizar a repressão em resposta ao aumento da oposição ao regime. Essa repressão ocorreu por meios legais e ilegais, como torturas contra a população civil.
O governo de Costa e Silva também foi marcado pelo crescimento de 15,72% do PIB (média de 7,86%) e 10,68% da renda per capita (média de 5,34%) graças ao Programa de Ação Econômica do Governo (PAEG). Costa e Silva assumiu com a inflação em 25,01% e entregou a 19,31%, período conhecido como milagre econômico brasileiro, que duraria de 1968 até 1973.

## Biografia

### Oficial

Costa e Silva em 1963.

Era filho de Aleixo Rocha da Silva, que era comerciante e um dos fundadores, em 1886, do Clube Republicano de Taquari, e de Almerinda Mesquita da Costa e Silva. Segundo algumas fontes, ambos eram portugueses. Frequentemente se afirma que Costa e Silva era filho de madeirenses; contudo segundo pesquisa do historiador Fabio Koifman, os seus pais nasceram no Rio Grande do Sul, assim como os seus avós. O estrangeiro mais recente na genealogia de Costa e Silva foi um bisavô nascido em Lisboa, de acordo com a pesquisa.
Iniciou sua carreira militar em 1912, ao ingressar no Colégio Militar de Porto Alegre, onde concluiu o curso secundário como primeiro da turma, comandando o batalhão escolar na condição de capitão-aluno. Sentou praça em março de 1918 na 1.ª Companhia de Estabelecimento, ingressando a seguir na Escola Militar do Realengo, no Rio de Janeiro.
Foi declarado Aspirante a oficial da arma de infantaria em 18 de janeiro de 1921, sendo o terceiro de sua turma. Designado para o 1.º Regimento de Infantaria, na Vila Militar (Rio de Janeiro), foi promovido dois meses depois a segundo-tenente.
Em 1922, envolveu-se no levante deflagrado no dia 5 de julho, simultaneamente no Rio de Janeiro e em Mato Grosso, em protesto contra a eleição de Artur Bernardes à Presidência da República e as punições impostas pelo Governo Epitácio Pessoa a militares, com o fechamento do Clube Militar e a prisão do marechal Hermes da Fonseca. Por ter-se recusado a acompanhar seu regimento na repressão aos insurretos da Escola Militar, foi detido e transferido para o navio-presídio Alfenas, onde permaneceria por três meses.
Durante esse período ficou noivo de Yolanda Gibson Barbosa, filha do general Severo Correia Barboza, seu professor na Escola Militar, e de Arminda Craveiro Ramos. Casariam em 1925.
Promovido a primeiro-tenente em outubro de 1922, Costa e Silva servia no 7.º Regimento de Infantaria, em Santa Maria, quando foi convocado a comparecer ao Rio de Janeiro para responder ao inquérito por envolvimento no levante da Vila Militar. Enquanto aguardava, em liberdade mas desligado do Exército, o resultado do processo, residiu numa pensão no Rio de Janeiro com o então tenente Juarez Távora e, para sobreviver, escreveu nessa época, sob o pseudônimo de Raul D’Alva, para o jornal O Imparcial. Manteve também no Taquariense uma coluna intitulada “Coisas do Rio”, ministrando além disso aulas particulares para alunos da Escola Militar.
Estagiou nos Estados Unidos, de janeiro a junho de 1944, após ter sido instrutor-adjunto de tática geral da Escola de Comando e Estado-Maior do Exército.
Como Coronel, foi adido militar na Argentina de 1950 a 1952.

### Oficial General
Foi promovido a General de Brigada em 2 de agosto de 1952. Comandou a Infantaria Divisionária da 2.ª Divisão de Infantaria, em Caçapava, de 8 de abril de 1954 a 12 de novembro de 1955.
Também comandou a 3.ª Região Militar, em Porto Alegre, de 1957 a 1959 e a 2.ª Divisão de Infantaria, em São Paulo, entre 14 de fevereiro de 1959 e 7 de julho de 1961.

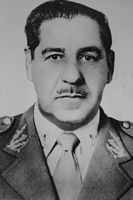
Foto de Costa e Silva na Galeria de Comandantes da 2.ª Divisão de Exército.

Alcançou o último posto, General de Exército, em 25 de novembro de 1961 e comandou o IV Exército, em Recife, de 17 de agosto de 1961 a 28 de setembro de 1962.
Chefiou o Departamento-Geral do Pessoal, entre 25 de outubro de 1962 e 31 de julho de 1963. Em seguida, foi chefe do Departamento de Produção e Obras.
No Governo João Goulart, reprimiu com eficiência as manifestações estudantis no Nordeste, mas acabou afastado do comando do IV Exército. Ao final de 1963, participou ativamente da conspiração que derrubou o Presidente da República João Goulart. Este assumiu a Presidência depois da renúncia do Presidente Jânio Quadros, do qual era vice-presidente. Os militares acusavam Goulart de estar tramando um golpe de estado e Costa e Silva acabou por assumir o Ministério da Guerra logo depois do Golpe de 1964, no dia 31 de março de 1964, permanecendo no cargo durante o Governo Castelo Branco, iniciado em 15 de abril de 1964.
Como ministro da Guerra, Costa e Silva tomou a posição de defensor dos interesses da chamada linha dura, vertente ultradireita das Forças Armadas, e, com o AI-2, que transferiu a eleição do novo presidente para o Congresso Nacional, impôs-se como candidato à sucessão de Castelo Branco, alijando os militares castelistas – como o futuro presidente Ernesto Geisel e seu futuro auxiliar Golbery do Couto e Silva – de postos de responsabilidade.
A 13 de novembro de 1965 foi agraciado com a Grã-Cruz da Ordem Militar de Cristo de Portugal.
Durante a campanha para a presidência da República, Costa e Silva escapou por pouco de um atentado no Aeroporto Internacional dos Guararapes, Recife, em 25 de julho de 1966, onde era esperado por cerca de trezentas pessoas. O ataque produziu vários mortos e feridos, dentre os quais faleceu o Vice-Almirante reformado Nelson Gomes Fernandes, ficando conhecido como o Atentado dos Guararapes. Costa e Silva nada sofreu, pois naquele dia seu avião entrou em pane em João Pessoa e dirigiu-se para Recife de automóvel.

### Na presidência da República

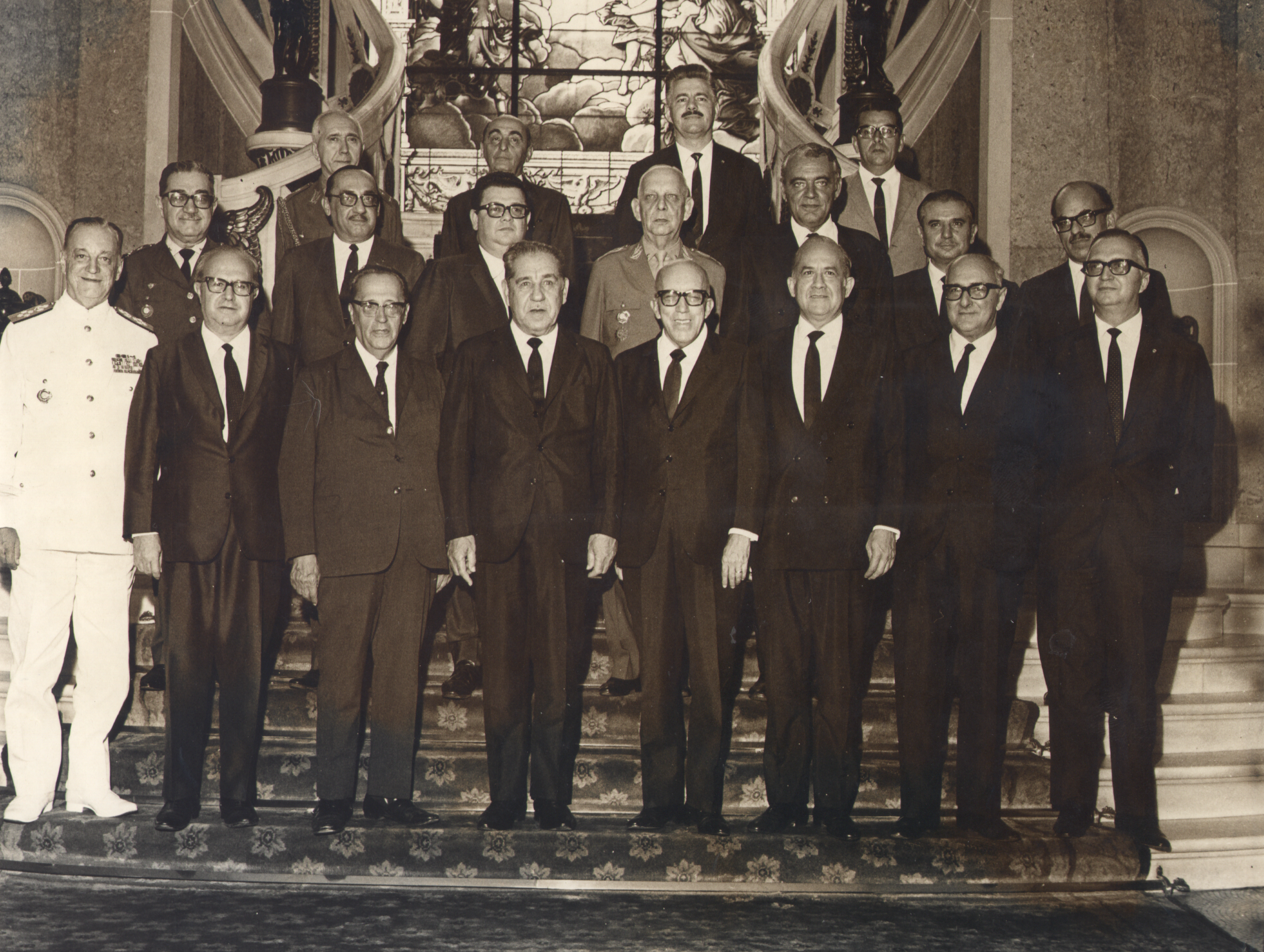
Artur da Costa e Silva e ministros no dia de sua posse, 15 de março de 1967. Arquivo Nacional.

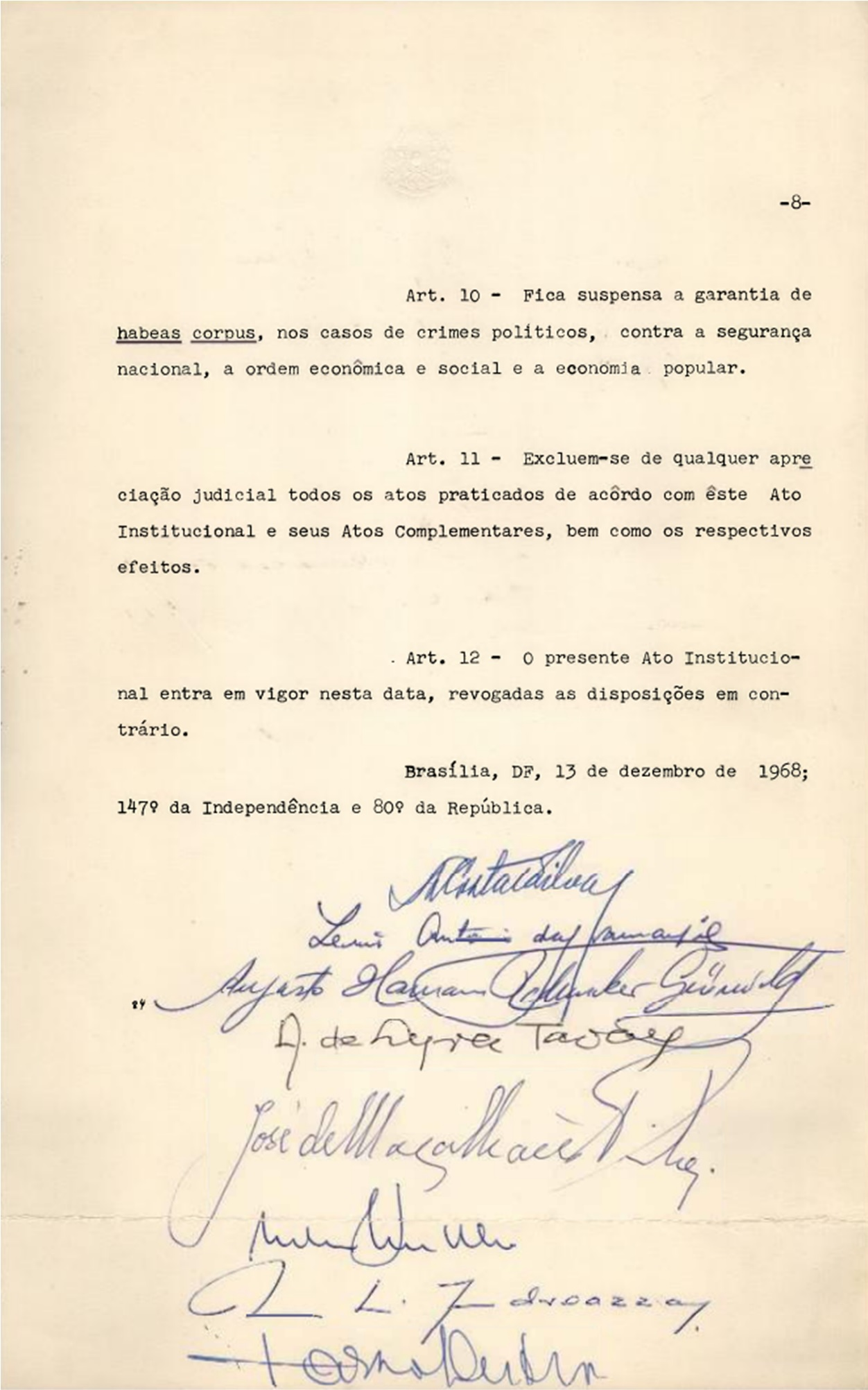
Oitava página do AI-5, onde a assinatura de Costa e Silva encabeça a lista de signatários. Documento sob a guarda do Arquivo Nacional.

No dia de seu aniversário, em 3 de outubro de 1966, Costa e Silva foi eleito presidente da República pelo Congresso Nacional, obtendo 294 votos. Foi candidato único pela ARENA. O MDB se absteve de votar.
O caráter não democrático da eleição de Costa e Silva se deve não apenas ao fato de ter sido uma eleição indireta, mas também à repressão política que desde 1964 cassou direitos políticos de lideranças e impôs aposentadorias forçadas, demissões sumárias, intervenções em sindicatos, fechamento de órgãos operários, estudantis e acadêmicos, dissolução de partidos políticos e julgamento de civis pela Justiça Militar. A consequência dessas crescentes restrições aos direitos civis e políticos era uma maioria parlamentar dócil ao regime, que legitimava em eleições indiretas os candidatos a presidente impostos pelos militares.
Costa e Silva tomou posse em 15 de março de 1967, em meio a grandes expectativas quanto ao progresso econômico e a redemocratização do país. Nesse mesmo dia, entrou em vigor a Constituição de 1967 e expirou-se o prazo de vigência do Ato Institucional nº 2, cujos efeitos foram plenamente protegidos e excluídos de apreciação pelo Poder Judiciário.
Extinguiu, em 5 de abril de 1968, pela Portaria n° 177 do Ministério da Justiça, a Frente Ampla (Brasil), movimento de oposição que reunia políticos do período pré-64. Empreendeu medidas de combate à inflação, revisão da política salarial e ampliação do comércio exterior. Iniciou uma reforma administrativa e expandiu as comunicações. O Brasil passava por uma profunda crise no sistema de transportes, problemática que recebeu atenção em seu governo, ao lado do Plano Nacional de Habitação. Por outro lado, não abordou efetivamente os problemas da educação, tendo feito a Reforma universitária (Brasil) através da Lei n° 5 540.
A 4 de agosto de 1967 foi agraciado com a Grã-Cruz da Ordem Militar da Torre e Espada, do Valor, Lealdade e Mérito de Portugal.
Politicamente, porém, a situação se tornava mais tensa. Em 26 de junho de 1968, membros da Vanguarda Popular Revolucionária (VPR) lançaram um carro-bomba contra o quartel-general do II Exército, em São Paulo. Mário Kozel Filho, soldado que era sentinela naquele momento, dirigiu-se ao carro e morreu quando a carga de dinamite explodiu. Foram feridos gravemente outros seis militares.
Ainda em 1968, a morte do estudante secundarista Edson Luís em um confronto com a polícia provocou a Passeata dos Cem Mil, no Rio de Janeiro. A situação política agravou-se ainda mais em agosto, quando o deputado Márcio Moreira Alves recomendou, num discurso, que as moças se recusassem a dançar com cadetes em protesto contra o regime militar. O governo pediu licença ao Congresso Nacional para processar o deputado, mas o pedido foi negado. Costa e Silva convocou então o Conselho de Segurança Nacional e, no dia 13 de dezembro de 1968, editou o AI-5, que lhe dava poderes para fechar o Parlamento, cassar políticos e institucionalizar a repressão.

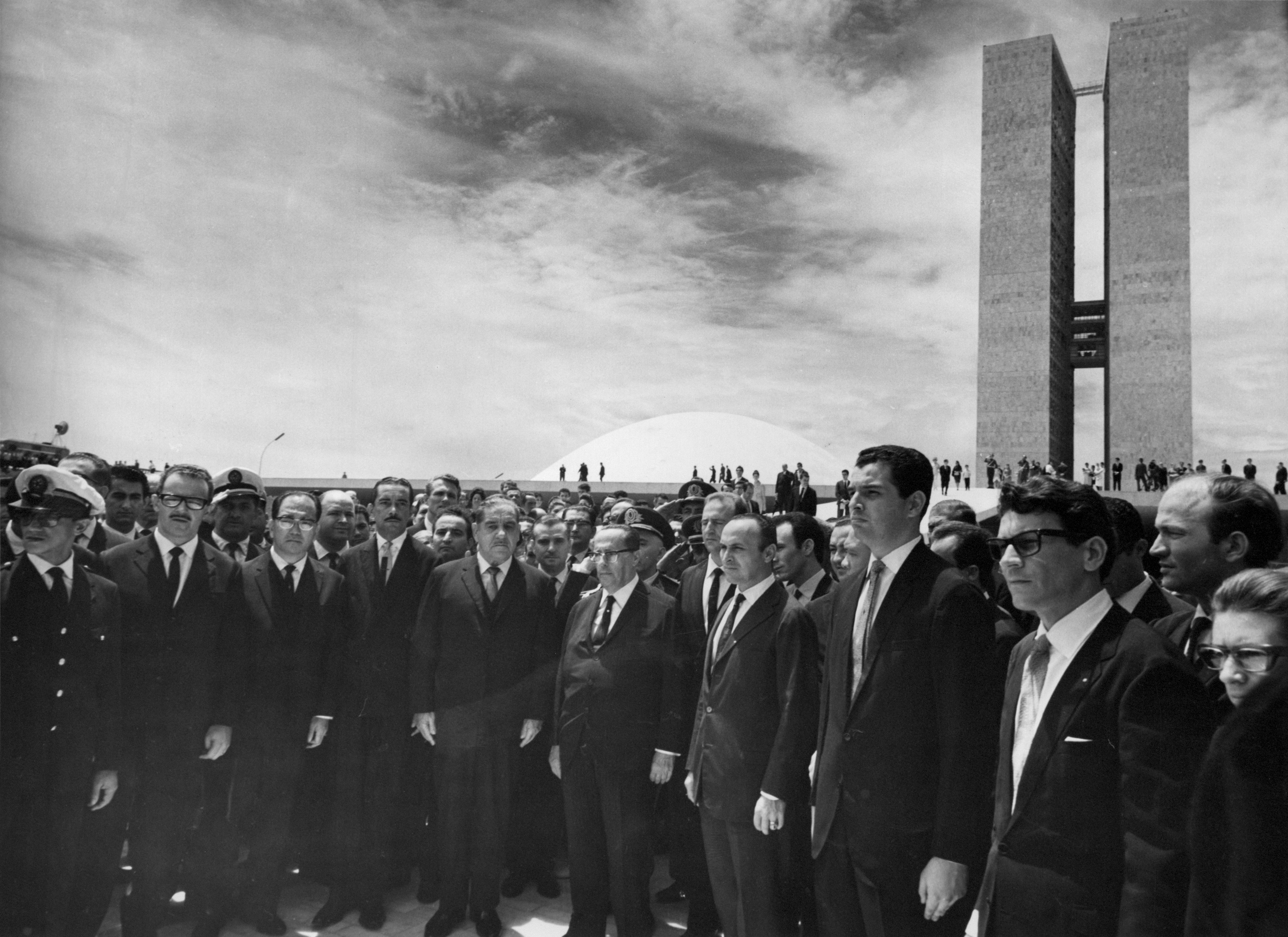
O presidente da República Costa e Silva ao lado de seu vice Pedro Aleixo em frente ao Congresso Nacional durante cerimônia de posse.

Em maio de 1969, Costa e Silva fizera anunciar a convocação de uma comissão de juristas para elaborar uma reforma política, por meio de emenda constitucional que incluiria a extinção do AI-5, voltando a ter plena vigência a Constituição de 1967 – aquela que havia institucionalizado o regime militar e que entrou em vigor no dia da posse de Costa e Silva, 15 de março de 1967. Segundo o jornalista Carlos Chagas, Costa e Silva pretendia assinar essa emenda no dia 7 de setembro de 1969, presidindo "todas as demoradas reuniões dos juristas".
| “ | Não mais cassações de mandatos, nem recesso do Congresso e das Assembleias, muito menos intervenção nas universidades ou suspensão do habeas-corpus. Com a reforma da Constituição voltaria a prevalecer o Estado de Direito. Senão democratizado, porque as eleições presidenciais continuariam indiretas, pelo menos constitucionalizado voltaria o país a ser. | ” |

Entretanto, uma semana antes da data prevista para assinatura da emenda, sofreu um derrame cerebral. Como os militares não desejavam que o Vice-Presidente Pedro Aleixo, civil, assumisse a Presidência (como determinava a Constituição), os ministros da Marinha, do Exército e da Aeronáutica editaram o Ato Institucional n.º 12, impedindo a posse de Aleixo e estabelecendo a junta militar de 1969, também conhecida como a Segunda Junta Militar, presidida pelo almirante Augusto Rademaker. Costa e Silva morreu poucos meses depois. Foi sepultado no Cemitério de São João Batista na cidade do Rio de Janeiro.
A emenda constitucional contendo a extinção do AI-5 foi esquecida. Em lugar disso, a Junta Militar outorgou a Emenda Constitucional n° 1, dando nova redação ao texto inicial da Constituição de 1967, que destituiu Pedro Aleixo e deu posse ao general Médici.
Durante seu governo, foram criados a Embraer, a Fundação Nacional do Índio (FUNAI), a Financiadora de Estudos e Projetos (FINEP), o Fundo Nacional de Desenvolvimento da Educação (FNDE), a Superintendência de Desenvolvimento do Centro-Oeste (SUDECO), o Movimento Brasileiro de Alfabetização (MOBRAL), a Empresa Brasileira de Correios e Telégrafos (ECT) e o Projeto Rondon.

#### Relações exteriores
A Rainha Elizabeth II visitou o Brasil no governo de Costa e Silva, sendo a primeira vez que um monarca britânico visitava o Brasil, o que desde então não se repetiu.

### Morte

Casal Costa e Silva, 1966

Desde 1966, já havia conhecimento de que a saúde de Costa e Silva apresentava sérios problemas. Em agosto de 1969, sofreu três acidentes vasculares cerebrais (AVCs), caracterizados como isquemia cerebral. O primeiro acidente vascular cerebral ocorreu em 27 de agosto, seguido pelo segundo no dia 28. No dia 29, por motivo de saúde, foi levado para a cidade do Rio de Janeiro. No Palácio das Laranjeiras, sofreu o terceiro acidente vascular cerebral. O AVC o deixou em estado de paralisia, e, com isto, foi afastado da presidência da República pelos ministros militares, antes de completar o mandato. Com o afastamento, ele foi substituído do cargo por uma junta militar.
Costa e Silva morreu em 17 de dezembro de 1969, no Palácio das Laranjeiras, no Rio de Janeiro. Segundo informação do atestado de óbito, o falecimento ocorreu às 15h40, em decorrência de um infarto cardíaco fulminante. Seu corpo foi sepultado no Cemitério de São João Batista, no Rio de Janeiro.

## Homenagens
A 2.ª Divisão de Exército, sediada na cidade de São Paulo, tem o nome histórico de Divisão Presidente Costa e Silva, em sua homenagem.
A Ponte Rio-Niterói, que liga os municípios do Rio de Janeiro e de Niterói, começou a ser construída em 1968 e foi finalizada em 1974. Seu nome oficial é Ponte Presidente Costa e Silva, para relembrar o responsável pela assinatura do decreto que autorizou a sua construção.
Seu pai é homenageado com a Rodovia Aleixo Rocha da Silva (RS-436).

## Memória
Costa e Silva foi homenageado com um busto em Taquari, inaugurado em 1976. Em dezembro de 2014, depois da divulgação do relatório da Comissão Nacional da Verdade, a Prefeitura de Taquari removeu o monumento, afirmando que "não havia razão para manter uma homenagem no maior ponto turístico da cidade" para homenagear uma pessoa que cometeu atrocidades e violou direitos humanos. O busto foi transferido para o Museu Costa e Silva.
O Elevado Costa e Silva, em São Paulo, também teve o seu nome alterado pela Prefeitura local, passando a se chamar Elevado Presidente João Goulart.